# Hadena persimilis
Hadena persimilis är en fjärilsart som beskrevs av Max Wilhelm Karl Draudt 1934. Hadena persimilis ingår i släktet Hadena och familjen nattflyn. Inga underarter finns listade i Catalogue of Life.